# 18150 Лопез-Морено
18150 Лопез-Морено (18150 Lopez-Moreno) — астероїд головного поясу, відкритий 29 липня 2000 року.
Тіссеранів параметр щодо Юпітера — 3,091.